# Мрак филм 2
Мрак филм 2 (енгл. Scary Movie 2) је америчка филмска пародија из 2001. године, режисера Кинена Ајворија Вејанса. Наставак је филма Мрак филм и друго је остварење у истоименом серијалу. Главне улоге тумаче Ана Фарис, Реџина Хол, Марлон Вејанс и Шон Вејанс (који репризирају своје улоге из првог филма), док се у новим улогама појављују Тим Кари, Тори Спелинг, Крис Елиот, Крис Мастерсон, Кетлин Робертсон, Дејвид Крос и Џејмс Вудс.
Ово је последњи филм у серијалу у којем су учествовали Марлон, Шон и Кинен Вејанс. Марлон је касније продуцирао сличну пародију са темом хорора, Уклета кућа, као и њен наставак, у којима је и он сам глумио. У том филму, Вејанс се подсмева опадању квалитета серијала Мрак филм након одласка његове породице.
Док где је први филм углавном био базиран на слешер филмовима из 1990-их, Мрак филм 2 пародира низ филмова о натприродном и уклетим кућама из разних деценија, као што су Поседнуће (1999), Стигмата (1999), Истеривач ђавола (1973), Роки хорор шоу (1975), Амитивилски ужас (1979), Полтергајст (1982), Легенда о пакленој кући (1973), Кућа на уклетом брду (верзије из 1959. и 1999), Замена (1980) и Духови прошлости (2000). Такође пародира и неке филмове који су изашли у то време, као што су Ханибал (2001) и Човек без тела (2000). Филм је био комерцијално успешан, зарадио је 141,2 милиона долара широм света са буџета од 45 милиона долара, али је добио углавном негативне рецензије од стране критичара.

## Радња
Тинејџерку Меган Вурхис (Наташа Лион) запоседа дух Хју Кејна (Ричард Мол), бившег власника куће у којој живи. Због тога њена мајка позива два свештеника у помоћ, оца Мекфилија (Џејмс Вудс) и оца Хариса (Енди Ричер). Њих двојица покушавају да истерају духа из ње, али егзорцизам не успева. После неколико повраћања по њима, и испада педофилије, Меган вређа Мекфилијеву мајку. Он тада вади пиштољ и упуца Меган.
У међувремену, Синди Кемпбел (Ана Фарис), Бренда Микс (Реџина Хол), Реј Вилкинс (Шон Вејанс) и Шорти Микс (Марлон Вејанс) иду на факултет и покушавајући да живе нове животе после догађаја у првом филму. Синди и Бренда се спријатељавају са девојком Алекс (Тори Спелинг). Шорти је још увек зависник од дроге, као и раније. Реј сада живи у соби са два пријатеља, Томијем и Бадијем (Крис Мастерсон). Бадију почиње да се допада Синди, али она га одбија.
Професор Олдмен (Тим Кари) и његов асистент Двајт Хартмен (Дејвид Крос), планирају да проучавају паранормалну активност у локалној уклетој вили, познатој као „Кућа пакла”. Они користе Синди и њене пријатеље као субјекте за тестирање. У вили, Синди упознаје папагаја прљавог језика и батлера са деформисаном руком, Хансона (Крис Елиот). Касније се групи придружује згодна придошлица Тео (Кетлин Робертсон). Они заједно вечерају, али сви губе апетит због Хансонових испада.
Касније у току ноћи, Синди чује глас који је води до тајне собе, у којој она и Бади откривају дневник Хју Кејнове жене. Они виде њен портрет на зиду, и примећују да личи на Синди. За то време осталим тинејџерима се дешавају чудне ствари. Хју Кејнов дух силује Алекс у њеној соби, али одлази зато што Алекс хоће да се упусти у везу са њим. Синди напада кућна мачка, са којом се туче. Играчка кловн напада Реја са намером да га убије, али игром случаја Реј силује кловна. Чудовиште од марихуане умотава Шортија у џоинт. Покушава да га пуши, али га ослобађа у замену за грицкалице.
Професора Олдмена убија дух Хју Кејнове љубавнице. Шортија касније заводи исти дух, па Шорти има секс са њом. Двајт прави оружје које може да победи Хју Кејновог духа и даје га свима, и раздвајају се по кући. Синди и Бади бивају закључани у замрзивачу, али Синди користи разне предмете одатле и прави машину која разваљује врата.
Хансона запоседа Хју Кејнов дух, и он киднапује Шортија, који је надуван од дроге. У трпезарији Хансон сече горњи део Шортијеве главе. Уместо његовог мозга, ту се налази мали репер. Синди, Бренда и Тео се удружују против Хансона, али их он побеђује. Двајт се онда придружује тинејџерима, који намамљују духа у направу која га уништава.
Два месеца касније, Синди и Бади су у вези. Они једном приликом угледају Хансона и Бади нестаје. Хансона потом удара ауто кога је Шорти возио, заједно са духом Кејнове љубавнице.

## Улоге
| Глумац            | Улога           |
| ----------------- | --------------- |
| Ана Фарис         | Синди Кемпбел   |
| Реџина Хол        | Бренда Микс     |
| Марлон Вејанс     | Шорти Микс      |
| Шон Вејанс        | Реј Вилкинс     |
| Крис Мастерсон    | Бади Сандерсон  |
| Кетлин Робертсон  | Тео             |
| Дејвид Крос       | Двајт Хартман   |
| Тори Спелинг      | Алекс Мандеј    |
| Џејмс Вудс        | отац Мекфили    |
| Тим Кари          | професор Олдмен |
| Крис Елиот        | Хансон          |
| Вероника Картрајт | госпођа Ворхис  |
| Ричард Мол        | Хју Кејн (дух)  |

## Пародије
У филму су пародирани филмови:
- Истеривач ђавола
- Амитивилски ужас
- Полтергајст
- Замена
- Човек без тела
- Ханибал
- Немогућа мисија 2
- Чарлијеви анђели

## Пријем
Мрак филм 2 је наишао на углавном негативне рецензије критичара. Сајт Rotten Tomatoes му је дао рејтинг 15% и просечну оцену 3,4/10. И овај, као и први филм, остварио је велики комерцијални успех; са буџетом од 45 милиона долара, зарадио је 141,2 милиона долара широм света.